# Zatory (gemeente)
De gemeente Zatory is een landgemeente in het Poolse woiwodschap Mazovië, in powiat Pułtuski.
De zetel van de gemeente is in Zatory.
Op 30 juni 2004 telde de gemeente 4786 inwoners.

## Oppervlakte gegevens
In 2002 bedroeg de totale oppervlakte van gemeente Zatory 121,62 km², waarvan:
- agrarisch gebied: 60%
- bossen: 32%

De gemeente beslaat 14,68% van de totale oppervlakte van de powiat.

## Demografie
Stand op 30 juni 2004:
| Omschrijving                   | Totaal | Totaal | Vrouwen | Vrouwen | Mannen | Mannen |
| ------------------------------ | ------ | ------ | ------- | ------- | ------ | ------ |
| eenheid                        | aantal | %      | aantal  | %       | aantal | %      |
| inwoners                       | 4786   | 100    | 2385    | 49,8    | 2401   | 50,2   |
| bevolkingsdichtheid (inw./km²) | 39,4   | 39,4   | 19,6    | 19,6    | 19,7   | 19,7   |

In 2002 bedroeg het gemiddelde inkomen per inwoner 1393,42 zł.

## Administratieve plaatsen (sołectwo)
Borsuki-Kolonia, Burlaki, Cieńsza, Ciski, Dębiny, Drwały, Gładczyn, Gładczyn Rządowy, Gładczyn Szlachecki, Kruczy Borek, Lemany, Lutobrok, Lutobrok-Folwark, Mierzęcin, Mystkowiec-Kalinówka, Mystkowiec-Szczucin, Nowe Borsuki, Pniewo, Pniewo-Kolonia, Przyłubie, Stawinoga, Śliski, Topolnica, Wiktoryn, Wólka Zatorska, Zatory.

## Overige plaatsen
Biele, Dębinki, Holendry, Kępa Zatorska, Kopaniec, Łęcino, Malwinowo, Okopy, Ostrówek.

## Aangrenzende gemeenten
Obryte, Pokrzywnica, Pułtusk, Rząśnik, Somianka, Serock